# Газандян, Вараздат
Вараздат Казанчян (англ. Varaztad Kazanjian, 18 марта 1879, Эрзинджан — 19 октября 1974, Белмонт) — пластический хирург лица («челюстно-лицевая хирургия»), доктор медицинских наук (1921), исследовал новые методы пластической хирургии. Один из основоположников современной пластической хирургии. Почетный профессор пластической хирургии Гарвардской медицинской школы.

## Биография
Казанчян закончил Гарвардскую Зубоврачебную Школу в 1905 году. В 1922—1939 годах, будучи профессором, работал в области «челюстно-лицевой хирургии» и стал первым учёным, получившим научную степень профессора пластической хирургии в Гарвардской Медицинской Школе. Он первый в США издал книги относительно пластической хирургии.
После смерти отца в 1891 году двенадцатилетний Вараздат нанялся в лавку учётчиком товара. Ещё пару лет проработав писарем на центральной почте Самсуна, он решил эмигрировать в Штаты.
Поначалу он облюбовал для себя город Вустер с его кабельным заводом. Правда, ненадолго, пока как следует не изучит язык. Для этого он стал посещать вечерние курсы. А достигнув достойного уровня, с легкостью поступил в школу «Дантистри» при Гарварде, окончив которую, имел право работать «помощником зубного врача».
Вараздату пришло в голову заняться конкретно верхней челюстью, никто не мог понять, зачем нужно открывать отдельную клинику. Через несколько месяцев пациенты д-ра Казанчяна демонстрировали знакомым и родным восстановленный «корпус максиле», создав автору заслуженную славу первого, по сути, специалиста в области пластической хирургии лица.
В 1915 году правительство Франции обратилось в Гарвардский университет с просьбой отобрать группу ортопедов для переброски их в госпитали, развернутые Антантой в воюющей Европе.
Казанчян оказался на юге Франции, где работал в госпитале под названием «Янки». Казанчян, организовав отдельную специализированную клинику неподалёку от госпиталя, забрал туда всех своих больных. За два года, вместе с сотрудниками, он оперировал около 2,5 тысяч раненых, оставался в Европе до 18-го года и удостоился прозвища — «вундер-хирург».
Французское правительство, а также лично король Англии Георг Пятый вручили Казанчяну награды своих государств.
С 1925 года он преподавал в Гарварде собственный курс, одновременно работая лечащим врачом-визитером в клиниках разных штатов.
На протяжении пятидесяти лет он собирал трофеи — слепленные из гипса копии костей, оставшихся после операций. Все пять тысяч экспонатов периодически демонстрируются в «зале Казанчяна» Гарвардского университета.